# Сармизегетуза
Вижте пояснителната страница за други значения на Сармизегетуза.
Сармизеджетуса (още Сармизеджетуса Реджия или Сармизегетуза) е най-важният културен, военен и религиозен център на даките.
Построена на височина 1200 м, крепостта е ядрото на стратегическата защитна система в планините Оръщие (днешна Румъния), съдържаща шест крепости.
Крепостта е във формата на четириъгълник и е построена с масивни каменни блокове (мурус дакикус) върху пет тераси, на площ от над 30 000 м2. Сармизеджетуса има и свещено предназначение – тук се намира едно от най-важните светилища за даките, Светилището на кръглия календар.
Гражданите са живели извън крепостта, на изкуствени тераси по склоновете. В домовете на дакийската аристокрация има течаща вода, пренасяна чрез керамични тръби. Археологическите проучвания показват начина на живот на най-висшата прослойка от дакийското общество.
Дакийската столица достига зенита си при цар Дечебал, който воюва два пъти срещу римския император Траян. В първата война през 101 – 102 г. успява да отблъсне нашествениците, но през 105 – 106 г. Сармизеджетуса е превзета и даките са покорени. Римските завоеватели установяват гарнизон тук. По-късно столицата на римската провинция Дакия е наречена Колония Улпия Траяна Августа Дакика Сармизеджетуса, намираща се на 40 км от бившата дакийска столица.
Шест дакийски крепости – Сармизеджетуса, Блидару, Пятра Рошие, Костещ, Къпълна и Бъница – от отбранителната система на цар Дечебал, са обекти на Световното наследство на ЮНЕСКО.

## Галерия
- Светилища
- Андезитни светилища
- Голямо варовиково светилище
- Малко варовиково светилище
- Слънчев диск
- Мурус дакикиус
- Павиран дакийски път